# 1971–1972-es NHL-szezon
Az 1971–1972-es NHL-szezon az ötvenötödik NHL-szezon volt.

## Tabella
Megjegyzés: a vastagon szedett csapatok bejutottak a rájátszásba
| Keleti divízió      | MSz | Gy | V  | D  | SzG | KG  | P   |
| ------------------- | --- | -- | -- | -- | --- | --- | --- |
| Boston Bruins       | 78  | 54 | 13 | 11 | 330 | 204 | 119 |
| New York Rangers    | 78  | 48 | 17 | 13 | 317 | 192 | 109 |
| Montréal Canadiens  | 78  | 46 | 16 | 16 | 307 | 205 | 108 |
| Toronto Maple Leafs | 78  | 33 | 31 | 14 | 209 | 208 | 80  |
| Detroit Red Wings   | 78  | 33 | 35 | 10 | 261 | 262 | 76  |
| Buffalo Sabres      | 78  | 16 | 43 | 19 | 203 | 289 | 51  |
| Vancouver Canucks   | 78  | 20 | 50 | 8  | 203 | 297 | 48  |

| Nyugati divízió         | MSz | Gy | V  | D  | SzG | KG  | P   |
| ----------------------- | --- | -- | -- | -- | --- | --- | --- |
| Chicago Black Hawks     | 78  | 46 | 17 | 15 | 256 | 166 | 107 |
| Minnesota North Stars   | 78  | 37 | 29 | 12 | 212 | 191 | 86  |
| St. Louis Blues         | 78  | 28 | 39 | 11 | 208 | 247 | 67  |
| Pittsburgh Penguins     | 78  | 26 | 38 | 14 | 220 | 258 | 66  |
| Philadelphia Flyers     | 78  | 26 | 38 | 14 | 200 | 236 | 66  |
| California Golden Seals | 78  | 21 | 39 | 18 | 216 | 288 | 60  |
| Los Angeles Kings       | 78  | 20 | 49 | 9  | 206 | 305 | 49  |

## Kanadai táblázat
| Játékos         | Csapat              | MSz | G  | A  | P   | B   |
| --------------- | ------------------- | --- | -- | -- | --- | --- |
| Phil Esposito   | Boston Bruins       | 76  | 66 | 67 | 133 | 76  |
| Bobby Orr       | Boston Bruins       | 76  | 37 | 80 | 117 | 106 |
| Jean Ratelle    | New York Rangers    | 63  | 46 | 63 | 109 | 4   |
| Vic Hadfield    | New York Rangers    | 78  | 50 | 56 | 106 | 142 |
| Rod Gilbert     | New York Rangers    | 73  | 43 | 54 | 97  | 64  |
| Frank Mahovlich | Montréal Canadiens  | 76  | 43 | 53 | 96  | 36  |
| Bobby Hull      | Chicago Black Hawks | 78  | 50 | 43 | 93  | 24  |
| Yvan Cournoyer  | Montréal Canadiens  | 73  | 47 | 36 | 83  | 15  |
| John Bucyk      | Boston Bruins       | 78  | 32 | 51 | 83  | 4   |
| Bobby Clarke    | Philadelphia Flyers | 35  | 46 | 81 | 87  |     |
| Jacques Lemaire | Montréal Canadiens  | 77  | 32 | 49 | 81  | 26  |

## Kapusok statisztikái
| Játékos          | Csapat                | MSz | Gy | V  | D  | Perc | KG  | SO | KGÁ  |
| ---------------- | --------------------- | --- | -- | -- | -- | ---- | --- | -- | ---- |
| Tony Esposito    | Chicago Black Hawks   | 48  | 31 | 10 | 6  | 2780 | 82  | 9  | 1.77 |
| Gilles Villemure | New York Rangers      | 37  | 24 | 7  | 4  | 2129 | 74  | 3  | 2.09 |
| Gump Worsley     | Minnesota North Stars | 34  | 16 | 10 | 7  | 1923 | 68  | 2  | 2.12 |
| Ken Dryden       | Montréal Canadiens    | 64  | 39 | 8  | 15 | 3800 | 142 | 8  | 2.24 |
| Gary Smith       | Chicago Black Hawks   | 28  | 14 | 5  | 6  | 1540 | 62  | 5  | 2.42 |
| Gerry Cheevers   | Boston Bruins         | 41  | 27 | 5  | 8  | 2420 | 101 | 2  | 2.50 |
| Jacques Caron    | St. Louis Blues       | 28  | 14 | 8  | 5  | 1619 | 68  | 1  | 2.52 |
| Bernie Parent    | Toronto Maple Leafs   | 47  | 17 | 18 | 9  | 2715 | 116 | 3  | 2.56 |
| Jacques Plante   | Toronto Maple Leafs   | 34  | 16 | 13 | 5  | 1965 | 86  | 2  | 2.63 |
| Cesare Maniago   | Minnesota North Stars | 43  | 20 | 17 | 4  | 2539 | 112 | 3  | 2.65 |

## Stanley-kupa rájátszás

### Negyeddöntő
- Boston Bruins (1. kelet) 4 - Toronto Maple Leafs (4. kelet) 1
- Minnesota North Stars (2. nyugat) 3 - St. Louis Blues (3. nyugat) 4
- Chicago Black Hawks (1. nyugat) 4 - Pittsburgh Penguins (4. nyugat) 0
- New York Rangers (2. kelet) 4 - Montréal Canadiens (3. kelet) 2

### Elődöntő
- Boston Bruins (1. kelet) 4 - St. Louis Blues (3. nyugat) 0
- Chicago Black Hawks (1. nyugat) 0 - New York Rangers (2. kelet) 4

### Döntő
New York Rangers vs. Boston Bruins
| Dátum       | Idegenben        | Eredmény | Otthon           | Eredmény | Megjegyzés |
| ----------- | ---------------- | -------- | ---------------- | -------- | ---------- |
| Április 30. | New York Rangers | 5        | Boston Bruins    | 6        |            |
| Május 2.    | New York Rangers | 1        | Boston Bruins    | 2        |            |
| Május 4.    | Boston Bruins    | 2        | New York Rangers | 5        |            |
| Május 7.    | Boston Bruins    | 3        | New York Rangers | 2        |            |
| Május 9.    | New York Rangers | 3        | Boston Bruins    | 2        |            |
| Május 11.   | Boston Bruins    | 3        | New York Rangers | 0        |            |

A hét mérkőzésből álló párharcot (négy győzelemig tartó sorozatot) a Boston nyerte 4:2-re, így ők lettek a Stanley-kupa bajnokok.

## NHL díjak
- Prince of Wales-trófea — Boston Bruins
- Clarence S. Campbell-tál - Chicago Black Hawks
- Art Ross-trófea - Phil Esposito, Boston Bruins
- Bill Masterton-emlékkupa - Bobby Clarke, Philadelphia Flyers
- Calder-emlékkupa - Ken Dryden, Montréal Canadiens
- Conn Smythe-trófea Bobby Orr, Boston Bruins
- Hart-emlékkupa - Bobby Orr, Boston Bruins
- James Norris-emlékkupa - Bobby Orr, Boston Bruins
- Lady Byng-emlékkupa - Jean Ratelle, New York Rangers
- Lester B. Pearson-díj - Jean Ratelle, New York Rangers
- Plusz/minusz vezető - Bobby Orr, Boston Bruins
- Vezina-trófea (legjobb kapusok) - Tony Esposito és Gary Smith, Chicago Black Hawks
- Lester Patrick-trófea (USA-i hoki iránti szolgálat) - Clarence S. Campbell, John A. Kelley, Ralph Weiland, James D. Norris

### Első All-Star csapat
- Kapus: Tony Esposito, Chicago Black Hawks
- Hátvéd: Bobby Orr, Boston Bruins
- Hátvéd: Brad Park, New York Rangers
- Center: Phil Esposito, Boston Bruins
- Balszélső: Bobby Hull, Chicago Black Hawks
- Jobbszélső: Rod Gilbert, New York Rangers

### Második All-Star csapat
- Kapus: Ken Dryden, Montréal Canadiens
- Hátvéd: Bill White, Chicago Black Hawks
- Hátvéd: Pat Stapleton, Chicago Black Hawks
- Center: Jean Ratelle, New York Rangers
- Balszélső: Vic Hadfield, New York Rangers
- Jobbszélső: Yvan Cournoyer, Montréal Canadiens

## Debütálók
Itt a fontosabb debütálók szerepelnek, első csapatukkal. A csillaggal jelöltek a rájátszásban debütáltak.
- Terry O'Reilly, Boston Bruins
- Rick Martin, Buffalo Sabres
- Craig Ramsay, Buffalo Sabres
- Marcel Dionne, Detroit Red Wings
- Billy Smith, Los Angeles Kings
- Guy Lafleur, Montréal Canadiens
- Bill Clement, Philadelphia Flyers
- Dave Schultz, Philadelphia Flyers
- Mike Murphy, St. Louis Blues
- Wayne Stephenson, St. Louis Blues
- Rick Kehoe, Toronto Maple Leafs
- Jocelyn Geuvremont, Vancouver Canucks
- Dennis Kearns, Vancouver Canucks

## Visszavonulók
Itt a fontosabb olyan játékosok szerepelnek, akik utolsó NHL-meccsüket ebben a szezonban játszották.
- John McKenzie, Boston Bruins (a World Hockey Associationban továbbjátszott)
- Ted Green, Boston Bruins (a World Hockey Associationban továbbjátszott)
- Dick Duff, Buffalo Sabres
- Eric Nesterenko, Chicago Black Hawks (a World Hockey Associationban továbbjátszott)
- Ab McDonald, Detroit Red Wings (a World Hockey Associationban továbbjátszott)
- Bob Pulford, Los Angeles Kings
- J.C. Tremblay, Montréal Canadiens (a World Hockey Associationban továbbjátszott)
- Phil Goyette, New York Rangers
- Val Fonteyne, Pittsburgh Penguins (a World Hockey Associationban továbbjátszott)
- Bill Hicke, Pittsburgh Penguins (a World Hockey Associationban továbbjátszott)
- Brit Selby, St. Louis Blues (a World Hockey Associationban továbbjátszott)
- Don Marshall, Toronto Maple Leafs
- Rosaire Paiement, Vancouver Canucks (a World Hockey Associationban továbbjátszott)